# 木塘垸镇
木塘垸乡，是中华人民共和国湖南省常德市桃源县下辖的一个乡镇级行政单位。

## 行政区划
木塘垸乡下辖以下地区：
仁丰村、马鞍坡村、正洪村、庆兰村、金山村、湖田村和孔家河村。